# Dermestes leechi
Dermestes leechi es una especie de escarabajo de piel del género Dermestes, tribu Dermestini, subfamilia Dermestinae. Fue descrita por Kalik en 1952.

## Descripción
Mide 7,0-8,5 mm de longitud.

## Distribución y hábitat
Se distribuye por España, Egipto, Malí, Marruecos, Sudán, Túnez, Afganistán, India, Irán, Nepal, Pakistán, Rusia, Tayikistán, Turkmenistán y Uzbekistán. Especie introducida en Inglaterra y Escocia.